# Lewis Nixon
Lewis Nixon III (30 de septiembre de 1918 - 11 de enero de 1995) fue un oficial de la Compañía Easy, 2.º Batallón, del 506.º Regimiento de Infantería de Paracaidistas perteneciente a la 101.ª División Aerotransportada del Ejército de los Estados Unidos durante la Segunda Guerra Mundial. Nixon fue personificado por Ron Livingston en la producción de HBO y BBC Band of Brothers.

## Juventud
Lewis Nixon nació el 30 de septiembre de 1918 en el seno de una familia acomodada en la ciudad de Nueva York, siendo el primogénito del matrimonio de Stanhope Wood Nixon y Doris Ryer Nixon. A los siete años, se ganó una medalla de oro en una regata de yates a escala participando en la categoría de 35 pulgadas. Vivió tanto en la ciudad de Nueva York como en Montecito, California. Viajó extensamente alrededor del mundo y asistió a la Universidad de Yale por dos años.
El 20 de diciembre de 1941 se casó con Katharine Page y se alistó en el ejército el 14 de enero de 1941 en Trenton, Nueva Jersey

## Segunda Guerra Mundial
Nixon inició su vida militar como soldado raso, y después ingresó en la Escuela para candidatos a oficiales y se licenció como teniente segundo. Fue asignado a la Compañía Easy del 506.º Regimiento. Nixon y Richard Winters iniciaron el entrenamiento básico en Camp Toccoa, Georgia, y en otros lugares de los Estados Unidos, así como también en Inglaterra en preparación para el Día D.
Nixon fue promovido a Oficial de Inteligencia (S-2) a nivel de Batallón, donde demostró sobresalientes habilidades para este puesto, por lo que fue promovido a nivel de regimiento poco después de que la Compañía Easy tomara el pueblo de Carentan, Francia, el 12 de junio de 1944. Sirvió en Normandía, Holanda, Bastogne y Alemania sin haber disparado un solo tiro. En el transcurso de la guerra desarrolló problemas con el alcohol, por lo que fue degradado a oficial de inteligencia a nivel de batallón. En Berchtesgaden fue el primero en elegir y tomar vino de la colección de Hermann Goering.
Nixon fue uno de los pocos de la 101.ª que saltó con otra división o regimiento durante la guerra. El 24 de marzo de 1945 Nixon fue asignado junto con el general Maxwell D. Taylor como observador en la 17.ª División Aerotransportada en la Operación Varsity. El avión de Nixon fue alcanzado por un tiro directo, por lo que él y otros tres efectivos tuvieron que salir del avión.
Sobrevivió a la guerra, finalizando con el rango de Capitán. Vio la derrota de Alemania y retornó a casa.

## Su vida posterior a la Guerra
Después de la guerra, Nixon pasó por muy malos periodos, se divorció un par de veces y finalmente conoció a su esposa Grace; a partir de ahí todo mejoró para él. Dejó el alcohol y tuvo una buena vida hasta su muerte en el año 1995 por complicaciones de diabetes.
Lewis volvió a su trabajo en Nixon Nitration Works en Nixon, Nueva Jersey, junto con su amigo de guerra, el mayor Richard Winters.
Nixon, Nueva Jersey, es ahora una sección del Edison Township, localizado en Middlesex County, Nueva Jersey. El sitio que ocupaba la empresa de Lewis es ahora parte del Middlesex Community College y del Raritan Center Industrial Park.